# Алмирос
Алмиро́с (греч. Αλμυρός) — малый город в Греции. Расположен на высоте 67 метров над уровнем моря, на левом берегу одноимённой реки, впадающей в залив Пагаситикос, в 5 километрах к югу от аэропорта «Неа-Анхиалос», в 25 километрах к юго-западу от Волоса и в 158 километрах к северо-западу от Афин. Административный центр одноимённой общины (дима) в периферийной единице Магнисия в периферии Фессалия. Население 7955 жителей по переписи 2011 года.
К востоку от города проходит австострада 1 Пирей — Афины — Салоники — Эвзони, часть европейского маршрута E75.

## История
Близ Алмироса, в 10 километрах находился древний город Алос
Современный Алмирос основан в XIII веке, является омонимом более древнего поселения, которое было создано в IX веке, в период правления Льва VI Мудрого (886—912). Как сообщает испанский путешественник Вениамин Тудельский, который путешествовал в конце в 1173 году в Святую землю, Алмирос был самым важным торговым центром Фессалии и одним из основных рынков Венеции, Пизы и Генуи. В XIV веке город неоднократно был разграблен франками и различными вождями, и, наконец, через некоторое время, вошёл в Сербо-греческое царство Стефана Душана, завоеванной в 1392 году османами. В XVI веке город потерял своё прежнее процветание и исчез совсем из-за разграбления алжирскими и другими пиратами, которые держали в страхе всё Средиземноморье и из-за пандемии чумы. В начале XIX века новый город принадлежал государству Али-паши Тепеленского, а затем перешел под власть его сына Вели-паши. В 1833 году Алмирос был разрушен Тафилом Бузи, который захватил многих видных христиан и османов, в 1897 году Алмиросу нанёсла большой урон турецкая армия. Алмирос вошёл в состав королевства Греция по Константинопольскому договору 1881 года.
Город пострадал от землетрясений 19 апреля 1955 года магнитудой 6,2 баллов и 9 июля 1980 года магнитудой 6,3 баллов.
В мае 1998 года после реставрации открыт Археологический музей Алмироса.

## Сообщество Алмирос
Сообщество создано в 1912 году (ΦΕΚ 262Α). В сообщество Алмирос входят восемь населённых пунктов. Население 8220 жителей по переписи 2011 года. Площадь 209,979 квадратного километра.
| Населённый пункт | Население (2011), человек |
| ---------------- | ------------------------- |
| Алмирос          | 7955                      |
| Ано-Мавролофос   | 26                        |
| Арьилохорион     | 67                        |
| Заркадохорион    | 8                         |
| Мавролофос       | 16                        |
| Неохоракион      | 118                       |
| Паралия-Алмиру   | 21                        |
| Пердика          | 9                         |

## Население
| Год  | Население, человек |
| ---- | ------------------ |
| 1991 | 8418               |
| 2001 | 7895               |
| 2011 | ↗ 7955             |